# Hsiao Chin
Hsiao Chin (Shanghái, 1935 - [?], 2023) es un artista plástico conocido por sus numerosos trabajos y exposiciones sobre el arte contemporáneo, y ser el fundador de “Chinese abstract Art Organisation” en Taipéi.

## Biografía
Hsiao Chin nació en Shanghái en enero de 1935, ya desde pequeño tuvo influencias artísticas por parte de su padre, Hsiao You-mei, un conocido músico contemporáneo que fundó la primera escuela de música en China, “Shanghai Conservatory of Music” en 1927.
Después de la muerte de su padre Chin tuvo que ir a vivir junto con sus tíos en Taiwán; allí empezó su carrera como artista en “Taipei’s Chengkung Middle School”, la actual “National Taipei University of Education” una escuela de arte contemporáneo que le ayudó a integrarse y relacionarse con otros artistas contemporáneos, como Ho Kan, Li Yuan-chia, Wu Haou entre otros; con quienes fundó con Ho Kan, uno de los primeros movimientos artísticos abstractos en China “Top-Fan Art Group”.
En julio de 1956, Hsiao Chin decide emprender un viaje a Europa donde continuara su formación como artista; su primera parada de muchas es España, donde participará en “Jazz Salon Exhibition” en Barcelona. Más tarde decidirá moverse por Italia, Francia hasta llegar a Estados Unidos, donde conocerá a artistas como Mark Rothko o Mark Tobey que le enseñaran un arte que rompe con todo lo conocido previamente; así pues su obra sufre una gran evolución junto a su persona gracias a las experiencias vividas a lo largo de estos años.

## Obra
Sus pinturas son una representación del idealismo del Neo-Taoísmo; una representación abstracta y constructivista que no sigue únicamente una técnica colorista y “Western” sino que incluye el estilo clásico tipográfico chino, con el fin de crear una atmósfera Zen y de recordar los orígenes de sus raíces culturales.

· Pintura sobre Lienzo.
Convolution - 1962, Acrílico sobre Lienzo, ( 90 x 110 cm).
Dynamic - 1, 1962, Acrílico sobre Lienzo, ( 140 x 110 cm).
Energy Of Life - 1995, Acrílico sobre Lienzo, ( 90 x 110 cm).

· Pinturas y Dibujos sobre papel.
Emptiness - 1961, Tinta sobre papel, (30 x 58 cm).
Tienanmen massacre - 2, 1989, Acrílico sobre papel, (49 x 66 cm).
Chi- 198, 1984, Tinta sobre papel, ( 102 x 51 cm).

· Cerámicas.
Untiteled - 1992, cerámica esmaltada.

Muchas de sus obras están expuestas en grandes Galerías de arte contemporáneo Europeas, en España, concretamente en Barcelona tiene obra expuesta en “Mataró Fine Arts Museum” y en el Museo de Arte Contemporáneo de Barcelona, el “MACBA”.
En 1961, durante su estancia en Italia, Milán, fundó “Punto Art Movement” donde realizó numerosas exhibiciones en galerías como “Galleria Salone Annunciata”, Milán, Galerie Internationale d’Art Contemporain”, París y “Gignals Gallery”, Londres.
También podemos encontrar parte de su obra en Nueva York, donde en 1967 exhibe parte de sus trabajos en “Rose Fried Gallery” junto a Mark Rothko.
Actualmente la mayoría de sus trabajos artísticos se encuentran en “National Museum of History” en Taipéi, Taiwán, donde tiene expuesta su obra permanente.
Hsiao Chin explora continuamente y descubre el carácter de la vida a través del lenguaje de la pintura, una pintura llena de sentimientos e ideales orientales que determinan su pasión por la creación.